# Нова градина
Новата градина (на немски: Neuer Garten) е паркова площ в северната част на град Потсдам (Германия).
Заемма територия от 102,5 хектара, разположена е по крайбрежието на езерата Хайлигер Зе и Юнгфернзе. През 1787 г. крал Фридрих Вилхелм II разпорежда на това място да се оформи нова градина, която да се отличава от бароковия парк „Сансуси“, създаден от дедите му.
Новата градина е част от дворцово-парковия ансамбъл „Дворци и паркове на Потсдам и Берлин“, обявени през 1990 г. за обект на световното наследство на ЮНЕСКО.

## Градина
Още като кронпринц преди възкачването си на престола, Фридрих Вилхелм II закупува от заможен търговец парцел по крайбрежието на езерото Хайлигер Зе и с течение на времето го окрупнява чрез закупуване на съседни земи, овощни градини и лозя. Година след възкачването му на престола започват работите по изграждането на Новата градина. Тя трябвало да отразява модерната ландшафтна архитектура, съответстваща на духа на времето и да се откроява от отживелите форми на старата барокова градина на двореца Сансуси, създадена от чичо му Фридрих Велики; именуването на парка като Новата градина говори само за себе си.
- Езерото Хайлигер Зе (в превод: Святото езеро), намиращо се в Новата градина
- Езерото Хайлигер Зе

От пътуванията си до малкото княжество Анхалт-Десау кралят бил запознат с тамошния Вьорлицки парк (който днес също е световното културно наследство на ЮНЕСКО). Тази най-ранна и най-голяма пейзажна градина в английски стил на европейския континент отговаряла на идеала му за градински дизайн. На градинаря Йохан Аугуст Айзербек от Вьорлицкия парк е възложено да осъществи този идеал в Потсдам.
- Вьорлицкият парк

За разлика от обширната и просторна английска пейзажна градина от XIX век, чиито основни елементи са дървета, ливади и вода, градината по английски модел от края на XVIII век е разградена на сравнително затворени, обособени градински парцели, украсени с малки градински архитектури. Имитирайки природата, при проектирането на градините се подчертава пейзажният характер. Дърветата и растенията трябва да изглеждат естествени, във вид на свободно расли, неподрязани.

Селският живот също е преоткрит. Пасищни крави са били елемент от стилизирания образ на Новата градина, а тяхното мляко се преработвало в масло и сирене в мандрата, разположена в най-северния край на парка. От 2003 г. насам мандрата работи като пивоварна под името Гостилница-пивоварна „Мандрата в Новата градина“.
- Мандрата в Новата градина
- Мандрата
- Мандрата вдясно и Мандрата
- Мандрата
- Пивоварен котел в пивоварна „Мандрата“

Цветните къщи, които са съществували отпреди създаването на парка, са били запазени в него и се наричат сива, кафява, бяла, червена и зелена къща според цвета на фасадата им. Те са оцелели във времето и са част от Новата градина и до днес.
- Езерото „Хайлигер зе“ и  „Зелената къща“

През 1816 г. в Потсдам пристига Петер Йозеф Лене, който по онова време все още е градинарски калфа. На него е възложена задачата да преустрои междувременно запустялата градина. Запазвайки само няколко отделни участъка, той създава английски пейзажен парк с просторни градински пространства, ливади и широки пътеки, но най-вече създава впечатляващи зрителни оси към Пауновия остров, двореца Глинике, двореца Бабелсберг и селището Сакров.
- Зрителна ос от Мраморния дворец към двореца на Пауновия остров
- Зрителна ос към църквата „Св. Николай“

След Втората световна война, съветската окупационна управа превръща Новата градина в увеселителен парк с виенски колела, блъскащи колички и др., което нанася щети на ландшафтната архитектура, както и на постройките. През 1961 г. Мраморният дворец е превърнат в „Музей на армията на ГДР“, оборудван с киносалон за прожекции, като за целта са премахнати няколко мраморни колони, ниши в стените са зазидани, в стените са пробити дупки за закрепване на дървени летви и гипсокартон, естественият масивен паркет е заменен с бетонна замазка със залепен паркет тип „рибена кост“.
Въпреки малките промени по време периода на Германската империя и отстраняването на някои елементи по време на съветската окупация (1945 – 1954) основната структура на Новата градина е все още запазена така, както е била проектирана от Петер Йозеф Лене. След обединението на Германия през 1990 г. са проведени мащабни реставрации, завършени едва през 2018 г. Това включва например засаждането на дървета на историческото им място във вътрешния двор на Мраморния дворец и възстановяването на партерите с цветни лехи и фонтани, които били премахнати при преустройването му във военен музей. Възстановени са също външното стълбище с лодкостоянките и историческите пътеки в градината.

## Постройки
Заедно с изграждането на нова градина в Потсдам Фридрих Вилхелм II разпорежда по същото време (от 1787 до 1793 г.) да му бъде изграден и нов дворец. По планове на Карл фон Гонтард и Карл Готхард Лангханс (отговарял основно за интериорния дизайн) се създава Мраморният дворец – произведение в стила на ранния класицизъм. С тази сграда в Бранденбург за първи път навлиза и нейният стил, който вече отдавна бил широко разпространен в останалата част на Европа, поставяйки началото на нова художествената епоха.
- Мраморният дворец откъм градината
- Панорамна гледка
- Мраморният дворец откъм езерото „Хайлигер зе“
- Мраморният дворец откъм езерото „Хайлигер зе“
- Страничен поглед

Фридрих Вилхелм II членувал в масонска ложа и в мистично настроеното тайно общество на розенкройцерския орден. Някои от сградите в Новата градина отразяват светогледа на масонството. Кухнята на двореца Цецилиенхоф в Новата градина например е построена като полупотънал храм, зимник – във вид на пирамида, а библиотеката – в готически стил. Архитектурата не е свързана по никакъв начин с действителното предназначение на постройките. Карл Готхард Лангханс и Андреас Лудвиг Крюгер са сътворили тези функционални сгради, заемайки елементи от други исторически епохи.
- Готическата библиотека
- Готическата библиотека с Мраморния дворец и Зелената къща на брега на езерото „Хайлигер зе“
- Готическа библиотека – отпред

Ледената изба (зимник) е построена през 1791/1792 г. под формата на пирамида, лежаща върху северната зрителна ос на Мраморния дворец; тя е използвана като естествен хладилник с цел поддържане на храната свежа. През зимата се отсичали големи ледени блокове от замръзналото езеро Хайлигер Зе и се складирали на най-долния етаж на избата, който е около 5 метра под земята. Така се запазвала ниска, хладилна температура. Пирамидата е обстойно реконструирана през 1833 г. по време на управлението на Фридрих Вилхелм III от майстора-строител Алберт Дитрих Шадов, като са използвани само няколко камъка с йероглифи от оригиналната сграда, а останалите са заменени с нови.
- Ледената изба (зимник) във формата на пирамида
- Ледената изба (зимник)

В южния край на Новата градина се намира Готическата библиотека. Тя е във форма на малък двуетажен павилион, който помещава колекцията от книги на Фридрих Вилхелм II. На долния етаж са били поместени френските произведения, а немската литература на горния етаж. За разлика от своя предшественик Фридрих Велики, който предпочитал всичко френско, Фридрих Вилхелм II поощрввал немското изкуство. В пруските театри вече могли да се играят пиеси от Фридрих Шилер и Готхолд Ефраим Лесинг.
Оранжерията (1791/1793 г.) с Египетския портал в източната ѝ част се пази от сфинкс. Две черни статуи на египетски богове, изделия от работилницата на скулптора Йохан Готфрид Шадов, стоят в ниши в стените на полукръглата входна зона. В средната част на продълговатата сграда е разположена Палмовата зала с дървена ламперия (облицовка). Там се провеждали публични концерти, на които самият крал, доста музикален, свирел на виолончело. От изток и от запад към залата са прилепени две халета с растения.
- Оранжерията от страната на Египетския портал
- Оранжерията – надлъжен поглед
- Египетския портал на Оранжерията в средата и холандска сграда вляво
- Египетски портал на Оранжерията в Новата градина

Новата градина се ползва от Фридрих Вилхелм II като място за уединение, поради което той заповядва тя да бъде заградена с висока стена в западната ѝ част. Главният вход на парка в югозападната му част се състои от 2 портални постройки в холандски стил с порта помежду им. Порталните постройки са използвани като конюшни и гараж за карети. От главния портал се разпростира права алея с червени тухлени къщи, също в холандски стил, която води право към Мраморния дворец. Този така наречен холандски комплекс е служил като жилищен комплекс за слугите, но също така и като очарователен фон по крайбрежието на езерото Хайлигер Зе.
- Алеята от главния портал
- Къщи на холандския комплекс
- Една от холандските къщи
- Главният портал на Новата градина

През 1791/1792 г. в северния край на Новата градина е създаден стафаж под формата на (изкуствена) Кристална и мидена пещера по скици на Андреас Лудвиг Крюгер. Тя трябвало да служи като място за почивка през топлите летни дни и да изглежда отвън така, сякаш е естествено създадена от природата. Трите „кабинета на чудесата“ (на немски: Wunderkammer) вътре в нея са украсени с огледала, цветни стъклописи и миди. В непосредствена близост до пещерата през 1796 г. от дъбова кора е построена лятна кухня, изцяло отстранена през 1958 г. поради напреднал стадий на порутване, но възстановена през 2012 г. благодарение на дарения. Кухнята представлява кръгла горска къща (хижа), покрита с тръстика и облицована с дъбова кора.
- Кристална и мидена пещера
- Кристална и мидена пещера
- Кристална и мидена пещера с Мандрата вдясно
- Лятната кухня от дъбова кора

Дворцовата кухня (1788/1790 г.), построена във вид на изкуствена руина от уж античен храм, е разположена едно ниво под външното стълбище на Мраморния дворец и е свързана с него чрез подземен тунел, а предната ѝ фасада е обърната към езерото. Изглежда, сякаш е полупотънал храм, засипан под земни маси.
- Дворцовата кухня във вид на античен храм
- Дворцовата кухня, полувкопана в земята
- Дворцовата кухня
- Дворцовата кухня с Мраморния дворец на заден план

Обелискът (1793/1794 г.) е изработен от синьо-сив мрамор по проект на Карл Готхард Лангханс. Четирите релефни медальона, изработени от братята Волер и Йохан Готфрид Шадов, изобразяват глави на мъже на различна възраст. Те трябва да символизират четирите сезона.
- Обелискът в края на главната алея на Новата градина.

Хермата на Темистокъл е направена от бял мрамор по образец на античен оригинал. Изобразява бюста на гръцкия пълководец Темистокъл. Закупена е в началото на август 1790 г. от Фридрих Вилхелм Ердмансдорф (* 1736 г.; † 1800 г.) за крал Фридрих Вилхелм II (* 1744 г.; † 1797 г.) близо до античния град Остия в Италия. През 1791 г. хермата пристига в Потсдам и през 1792 г. е снабдена с нова глава на неизвестен човек. След това е издигната диагонално срещу Мраморния дворец, където остава до 1830 г. След предаването ѝ в музей през 1830 г. хермата е снабдена с реплика на „главата на стратега“. Бюстът е безследно изчезнал от края на Втората световна война през 1945 г. Ново копие на хермата и „главата на стратега“, свързани дълго време една с друга, са поставени през 1993 г. отново на оригиналното им място в Новата градина, където са били оригиналите между 1792 и 1830 г.
- Херма на Темистокъл на източния бряг на езерото

Повече от 100 години по-късно, в края на управлението на последния германски кайзер (император) Вилхелм II, в Новата градина е построен последният дворец на династията Хоенцолерн. Дворецът Цецилиенхоф е построен за кронпринц (престолонаследник) Вилхелм и съпругата му Цецилие в северната част на парка между 1913 и 1917 г. През 1918 г. в Германия монархията е премахната, дворецът обаче остава частна собственост на бившето императорско семейство. Използван е от семейството на престолонаследника като резиденция до началото на 1945 г. От 17 юли до 2 август 1945 г. в двореца Цецилиенхоф се провежда Потсдамската конференция с участието на Чърчил, Рузвел и Сталин като ръководители на най-големите 3 държави от антихитлеристката коалиция във Втората световна война (САЩ, СССР, Обдеиненото кралство) с цел да се определят стъпките по следвоенното устройство на Европа.
- Дворец Цецилиенхоф – отстрана на парка
- Дворец Цецилиенхоф и езерото Юнгфернзе на заден план
- Дворец Цецилиенхоф
- Дворец Цецилиенхоф
- Вътрешния двор на дворец Цецилиенхоф с червена звезда на СССР.
- Чърчил, Рузвел и Сталин (о.л.н.д.) пред двореца Цецилиенхоф по време на Потсдамската конференция 1945 г.
- Двореца погледнат откъм езерото „Юнгфернзе“

## Сгради по период
Създадени при крал Фридрих Вилхелм II през 1787 – 1796 г. в Новата градина:
- Мраморен дворец
- Дворцова кухня под формата на руини на храм
- Оранжерия
- Готическа библиотека
- Ледена изба под формата на пирамида
- Мандра
- Кристална и мидена пещера
- „Холандски комплекс“ (къщи в холандски стил)
- Кухня от дъбова кора, построена 1796 г., съборена 1958 г., реплика 2012 г.
- Ермитаж.

Построени при кайзер Вилхелм II през 1914 – 1917 г. за престолонаследника кронпринц Вилхелм:
- Дворец Цецилиенхоф

Новата градина днес се стопанисва и управлява от фондация „Пруски дворци и градини Берлин-Бранденбург“.

## Интернет връзки
- Статия за „Новата градина“ на сайта на фондация „Пруски дворци и градини Берлин-Бранденбург“ (стопанисваща имота), на английски и немски език, с богат снимков материал
- Официално рекламно видео на Новата градина в